# Єрген Гробак
Єрген Ніланд Гробак (норв. Jørgen Nyland Graabak; нар. 26 квітня 1991, Тронгейм, Норвегія) — норвезький лижний двоборець, чотириразовий  олімпійський чемпіон, призер Олімпійських ігор, дворазовий  чемпіон світу, призер світових першостей.
Особисту золоту медаль олімпійського чемпіона Гробак здобув на зимових Олімпійських іграх 2014 року в дисципліні великий трамплін + 10 км. Другу золоту медаль Сочинської олімпіади  Гробак здобув у командних змаганнях на великому трампліні.
Дві золоті медалі чемпіона світу теж були командними, завойованими на світових першостях 2019-го та 2021-го років.